# Raúl Fernández-Cavada Mateos
Raúl Fernández-Cavada Mateos (Bilbao, 13 marzo 1988) è un calciatore spagnolo, portiere dell'Alavés.

## Carriera
Dal 2010 gioca nell'Athletic Club, con cui ha esordito in Primera División e in Europa League. Nell'estate 2013 passa, con la formula del prestito, al Numancia in Segunda División.
Nella stagione 2022-2023, è protagonista nel Granada, collezionando 19 partite con porta inviolata su un totale di 31 giocate e contribuendo alla promozione della squadra andalusa. Inoltre grazie alle sue prestazioni viene premiato col Trofeo Zamora, lo stesso trofeo che aveva vinto quando militava nel Levante nella stagione 2016-2017 e anche in quel caso la sua squadra era stata promossa in Primera División vincendo la competizione di secondo livello spagnolo.

## Palmarès

### Competizioni nazionali
- Segunda División: 2

Levante: 2016-2017
Granada: 2022-2023